# جوسيبا إتشبيريا
خوسيبا أندوني إتشبيريا ليزاردي (بالإسبانية: Joseba Etxeberria)، من مواليد 5 سبتمبر 1977 في إلغويبار في إسبانيا، لاعب كرة قدم إسباني، ويلعب مع نادي أتلتيك بيلباو.
بدأ إتشبيريا مسيرته الكروية مع نادي ريال سوسييداد في عام 1994، وبعد أن لعب 7 مباريات مع الفريق الأول انتقل إلى نادي أتلتيك بيلباو بمبلغ وقدره 3 ملايين يورو، وفي ذلك الوقت، كان هذا المبلغ هو الأعلى الذي يدفع للاعب تحت 18 سنة في الكرة الباسكية والإسبانية، وقد ظل مع الفريق حتى أصبح الآن الكابتن الثاني في الفريق.
و قد لعب مع منتخب إسبانيا لكرة القدم في كأس العالم لكرة القدم 1998 وكأس الأمم الأوروبية لكرة القدم 2000 وكأس الأمم الأوروبية لكرة القدم 2004.

## مسيرته الكروية
لعب جوسيبا إتشبيريا خلال مسيرته الاحترافية مع 3 أندية في ثمانية عشر موسمًا وسجل خلالها 100 هدف ضمن 482 مباراة. ولم يفز بأي موسم بالكأس أو بالدوري.
خاض جوسيبا إتشبيريا مسيرته مع نادي ريال سوسيداد ب في موسم 1993–94 ولمدة موسمين، مشاركًا في 29 مباراة سجل خلالها 9 أهداف. ثم انتقل إلى نادي ريال سوسيداد في موسم 1994–95 لمدة موسم واحد، حيث شارك في 7 مباريات سجل خلالها هدفين. لينتقل بعدها إلى نادي أتلتيك بيلباو في موسم 1995–96 ليلعب معه خمسة عشر موسمًا، مشاركًا في 446 مباراة سجل خلالها 89 هدفًا.

## روابط خارجية
- جوسيبا إتشبيريا على موقع الاتحاد الدولي (مؤرشف)  (الإنجليزية)
- جوسيبا إتشبيريا على موقع الاتحاد الأوربي (الإنجليزية)
- جوسيبا إتشبيريا على موقع قاعدة بيانات كرة القدم.إي يو (الإنجليزية)
- جوسيبا إتشبيريا على موقع ناشيونال فوتبول تيمز (الإنجليزية)
- جوسيبا إتشبيريا على موقع Soccerbase.com (لاعب) (الإنجليزية)
- جوسيبا إتشبيريا على موقع Soccerway.com (الإنجليزية)